# 大阪市中央卸売市場南港市場
大阪市中央卸売市場南港市場（おおさかしちゅうおうおろしうりしじょうなんこうしじょう）は、大阪府大阪市住之江区にある大阪市中央卸売市場の3市場の一つ。
肉類とその加工品を扱う、中央卸売市場（食肉市場）。取扱高は食肉市場の中では全国第2位であり、西日本における中核市場となっている。

## 概要

### 所在地
- 大阪府大阪市住之江区南港南5丁目2番48号
  - 阪神高速4号湾岸線　南港中出口または南港南出口

### 取扱品目
- 肉類とその加工品（ただし、鳥肉を除く）

### 年間取扱高
（2003年度）
- 取扱高　355億円
- 取扱頭数（牛）：50520頭
- 取扱頭数（豚）：97081頭

### 敷地・建物規模
- 敷地面積：100,000平米
- 延床面積：32,171平米

## 歴史

### 前史
- 1909年（明治42年）6月 西成郡今宮村大字元木津に今宮村営屠場が開設
- 1910年（明治43年）7月 大阪市港区南恩加島町に大阪市立木津川屠場が開設
- 1917年（大正6年）9月 今宮村の町制施行により、今宮町営屠場に改称
- 1925年（大正14年）4月 今宮町の大阪市編入により、大阪市立今宮屠場に改称
- 1939年（昭和14年）2月 今宮・木津川の両屠場を統合して、大阪市西成区津守町に大阪市立屠場が開設
- 1953年（昭和28年）8月 と畜場法施行により、大阪市立と畜場に改称
- 1958年（昭和33年）1月16日 大阪市立と畜場に併設して大阪市中央卸売市場食肉市場が開設

### 南港移転
その後、施設の老朽化と流通変化に対応すべく、南港南埠頭への食肉市場移転が決定。1981年（昭和56年）11月着工、1984年（昭和59年）3月末に竣工し、南港市場に改称、同年4月2日から業務を開始した。また、南港移転に伴い大阪市立と畜場は廃止された。
1998年（平成10年）度には、せり機械の更新や情報化機能強化を実施し、IT化を進めた。